# Roland Asch

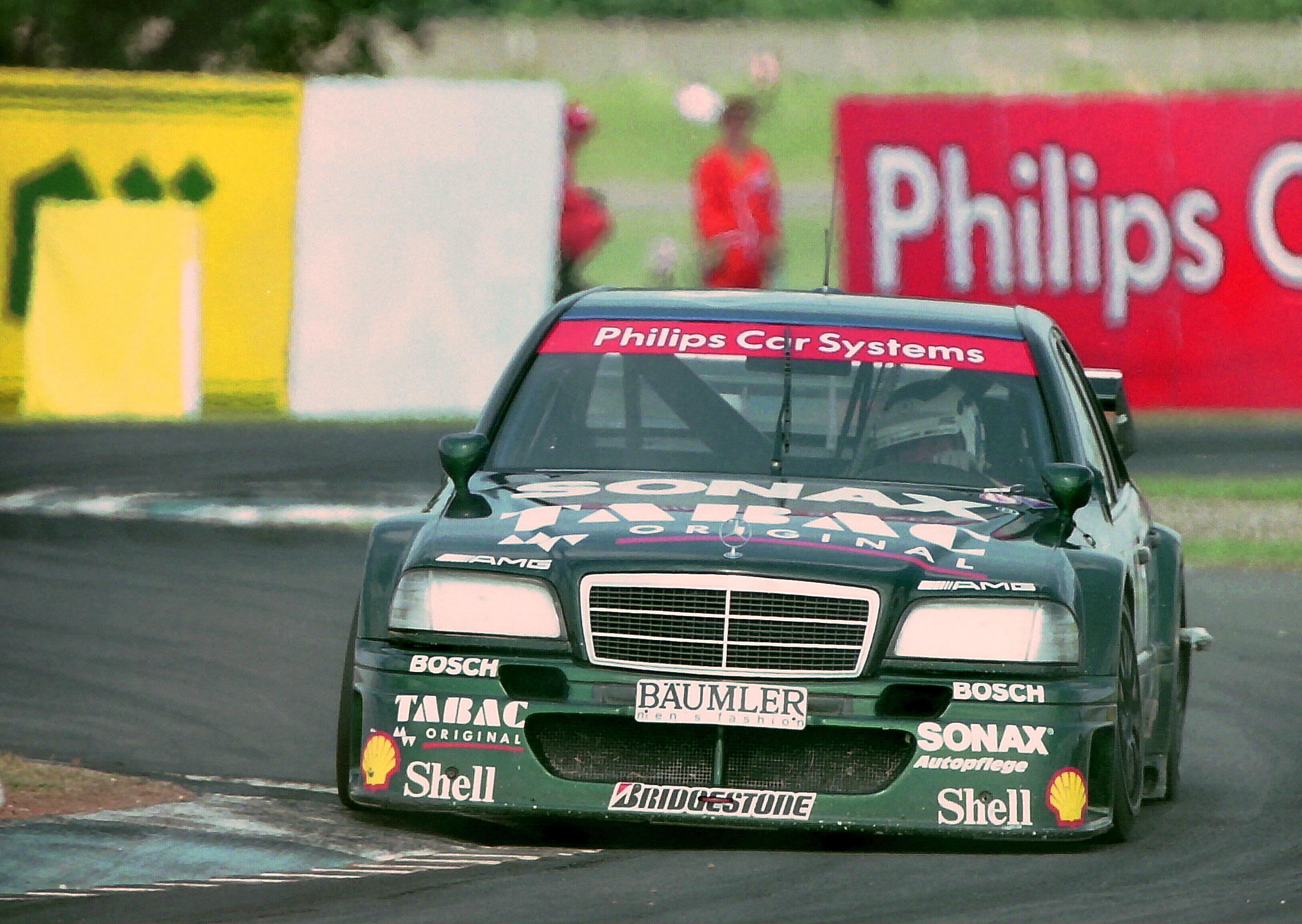
Asch su Mercedes Classe C DTM a Donington nel 1994

Roland Asch (Altingen, 12 ottobre 1950) è un pilota automobilistico tedesco, autore del famoso tamponamento ai danni di Alessandro Nannini a Singen nel 1994 e vicecampione DTM nel 1988 e nel 1993.

## Palmarès
- Porsche Carrera Cup Germany: 3
1987, 1989,[2] 1991 su 944 Turbo